# Hospital de Puigcerdá
El hospital de Puigcerdà es una obra que se encuentra situada en el municipio de Puigcerdá en la comarca de la Cerdaña (provincia de Gerona, Cataluña, España). Se encuentra incluido en el Inventario del Patrimonio Arquitectónico de Cataluña.

## Descripción
El hospital de Puigcerdà es una de las instituciones más antiguas de la villa. Construido hacia el 1185-1189, el rey Pedro II de Aragón lo puso bajo su protección en el 1190 y en 1202 le concedió la escora del aceite que vendían los revendedores semanalmente y un sestercio de sal. En 1206 el obispado le concede licencia para tener iglesia y cementerio propios.
El centro tradicionalmente era un lugar de acogida para personas desvalidas y enfermos pobres, a los que se alimentaba, trataba y, en caso de fallecimiento, enterraba. Lo gestionaban unos administradores de la misma ciudad de Puigcerdà nombrados por el consulado, los cuales debían rendir cuentas anualmente.
Hasta el siglo XVIII el personal estaba formado únicamente por tres personas: el hospitalero, la esposa y un médico. De médicos, se tiene constancia, entre otros, de Miquel Bernades y Mainader, médico y botánico, y Francisco Piguillem, introductor de la vacuna de la viruela en España. A finales del siglo XIX se instituyó la congregación de las Hermanas de la Caridad que fue creada bajo la invocación del santo Ángel Custodio expresamente para el hospital.
Durante la década de 1980 el hospital pasó a formar parte de la Red Hospitalaria de Utilización Pública de Cataluña y se constituyó una fundación para su gestión. Anteriormente, la fundación tenía una plantilla de 300 personas, y se transformó en el actual hospital de 6.000m², el Hospital Transfronterizo de la Cerdaña, y que da servicio a 32.000 ciudadanos de la alta y baja Cerdaña, Capcir y a los visitantes.

## Arquitectura
Edificio de planta baja y tres pisos, y bajocubierto. Hay aberturas verticales con balcones en las dos primeras plantas con dinteles y jambas de piedra. Ha sufrido importante ampliaciones y transformaciones. Alteraciones morfológicas. Hay una buhardilla en la cubierta. La portada presenta dovelas de piedra. En el dintel del balcón central se cita la fecha de "1857”.